# Achiropsettidae
Achiropsettidae är en familj av fiskar. Achiropsettidae ingår i ordningen plattfiskar (Pleuronectiformes). Enligt Catalogue of Life omfattar familjen Achiropsettidae 5 arter. Fishbase godkänner bara fyra arter.
Familjens medlemmar är jämförd med andra plattfiskar små till medelstora. De förekommer i Antarktiska oceanen och i angränsande havszoner. Hos vuxna exemplar ligger båda ögon på den vänstra kroppssidan. Sidolinjeorgan finns på båda sidor av kroppen.
Släkten enligt Catalogue of Life:
- Achiropsetta
- Mancopsetta
- Neoachiropsetta
- Pseudomancopsetta